# معركة سيدجمور (1685)
معركة سيدجمور كانت آخر وأهم مواجهة بين القوات الموالية للملك جيمس الثاني والمتمردين بقيادة دوق مونموث خلال تمرد مونموث، ودارت في 6 يوليو 1685، قرب ويستونزويلاند بجوار بريدجواتر في سومرست بإنجلترا، وانتهت بانتصار ساحق للجيش الملكي.
كانت هذه المعركة الأخيرة في تمرد مونموث، وقد أعقبت سلسلة من الاشتباكات في جنوب غرب إنجلترا بين قوات دوق مونموث والجيش الملكي. انتهت المواجهة بانتصار الجيش الملكي وأسر نحو 500 من المتمردين. فرّ الدوق مونموث من ساحة المعركة، لكنه أُلقي القبض عليه لاحقًا ونُقل إلى لندن حيث أُعدم بعد تسعة أيام بتهمة الخيانة. خضع العديد من أنصاره للمحاكمةفيما عُرف بـ«محاكمات الدماء»، فأُعدم بعضهم، ونُقل آخرون بعقوبة الترحيل الجزائي إلى المستعمرات، بينما تعرض بعضهم للسحل والتقطيع.

## الخلفية

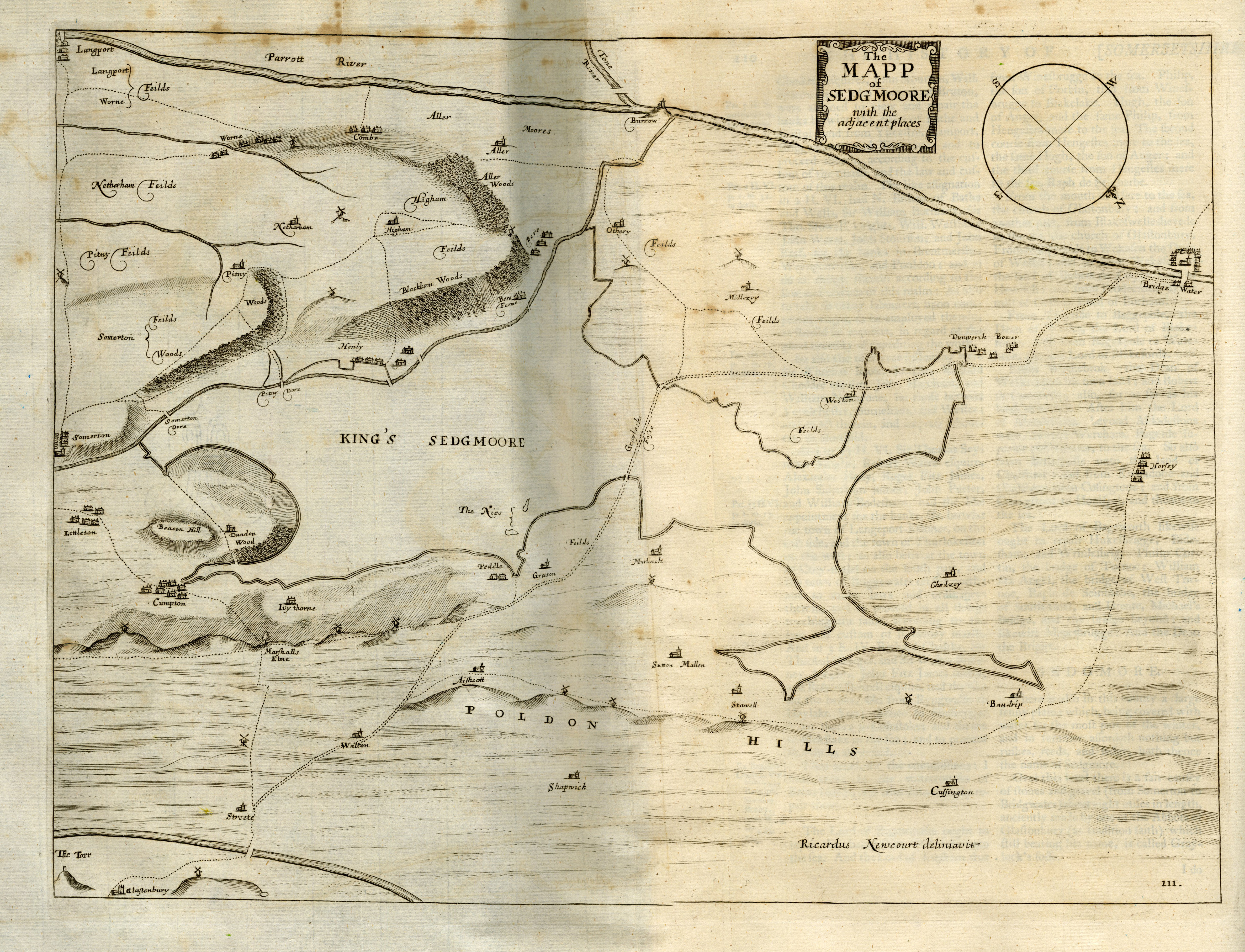
خريطة سيدجمور والمناطق المجاورة من كتاب "تاريخ التحصينات والجفاف" لـ ويليام دوغديل (1662)

كانت هذه المعركة الأخيرة في تمرد مونموث، حيث ادعى جيمس سكوت، دوق مونموث الأول، أنه الوريث الشرعي للعرش، وسعى للإطاحة بعمه الملك جيمس الثاني ملك إنجلترا والاستيلاء على الحكم. تولى جيمس الثاني العرش بعد وفاة شقيقه تشارلز الثاني في 2 فبراير 1685؛ وكان جيمس سكوت الابن الأكبر غير الشرعي لتشارلز الثاني.
بعد وصول مونموث بحرًا من جمهورية هولندا إلى لايم ريجيس في مقاطعة دورست، اندلعت سلسلة من المسيرات والاشتباكات في أنحاء دورست وسومرست. ومع تصاعد وتيرة المواجهات، انسحبت قوات مونموث الضعيفة نحو سهول سومرست، حيث حوصرت في بريدجواتر في 3 يوليو، ليأمر مونموث قواته بتحصين المدينة والاستعداد للدفاع. كان جيشه يتكون من نحو 3,500 رجل، معظمهم من البروتستانت غير المطابقين، والحرفيين، وعمال المزارع الذين لم يمتلكوا سوى أدوات زراعية بدائية مثل شوك القش.
كان جنود الحكومة بقيادة لويس دي دوراس، إيرل فيفرشام الثاني وجون تشرشل، دوق مارلبورو الأول متمركزين خلف خندق بوسكس في ويستونزويلاند على سهول سومرست. ضمّت قواتهم 500 رجل من الفوج الأول للمشاة (الاسكتلنديون الملكيون) بقيادة العقيد دوغلاس، وكتيبتين من الحرس الملكي الأول للمشاة (الحرس الغرناطي) بقيادة هنري فيتزروي، دوق غرافتون الأول والرائد إيتون، و600 رجل من الحرس الملكي الثاني للمشاة بقيادة العقيد ساكفيل، إضافة إلى خمس سرايا من فوج الملكة الأرملة (الذي أصبح لاحقًا فوج تانجير الملكي) والمعروفين باسم "حملان كيرك"، وخمس سرايا من فوج الملكة الزوجة (الذي أصبح لاحقًا فوج تريلاوني الملكي) بقيادة العقيد تشارلز تشرشل. أما سلاح الفرسان الملكي فقد ضم 420 جنديًا من فرسان إيرل أوكسفورد، وفرسان الملك بقيادة العقيد فرانسيس كومبتون، وفرسان التنين الملكي، وثلاث سرايا من حراس الحياة الملكيين.

## قوات الحكومة
شملت قوات الحكومة الأفواج التالية:
- فوج الفرسان الملكي، بقيادة الجنرال أوبري دي فير، إيرل أوكسفورد العشرون
- فوج فرسان الملكة، بقيادة الجنرال السير جون لانيير
- فوج تنين الملك الملكي، بقيادة الجنرال جون تشرشل
- فوج حرس المشاة الأول، بقيادة الجنرال هنري فيتزروي، دوق غرافتون الأول
- الكتيبة الأولى من فوج إيرل دمبارتون للمشاة بقيادة الجنرال جورج دوغلاس، إيرل دمبارتون الأول

## المعركة

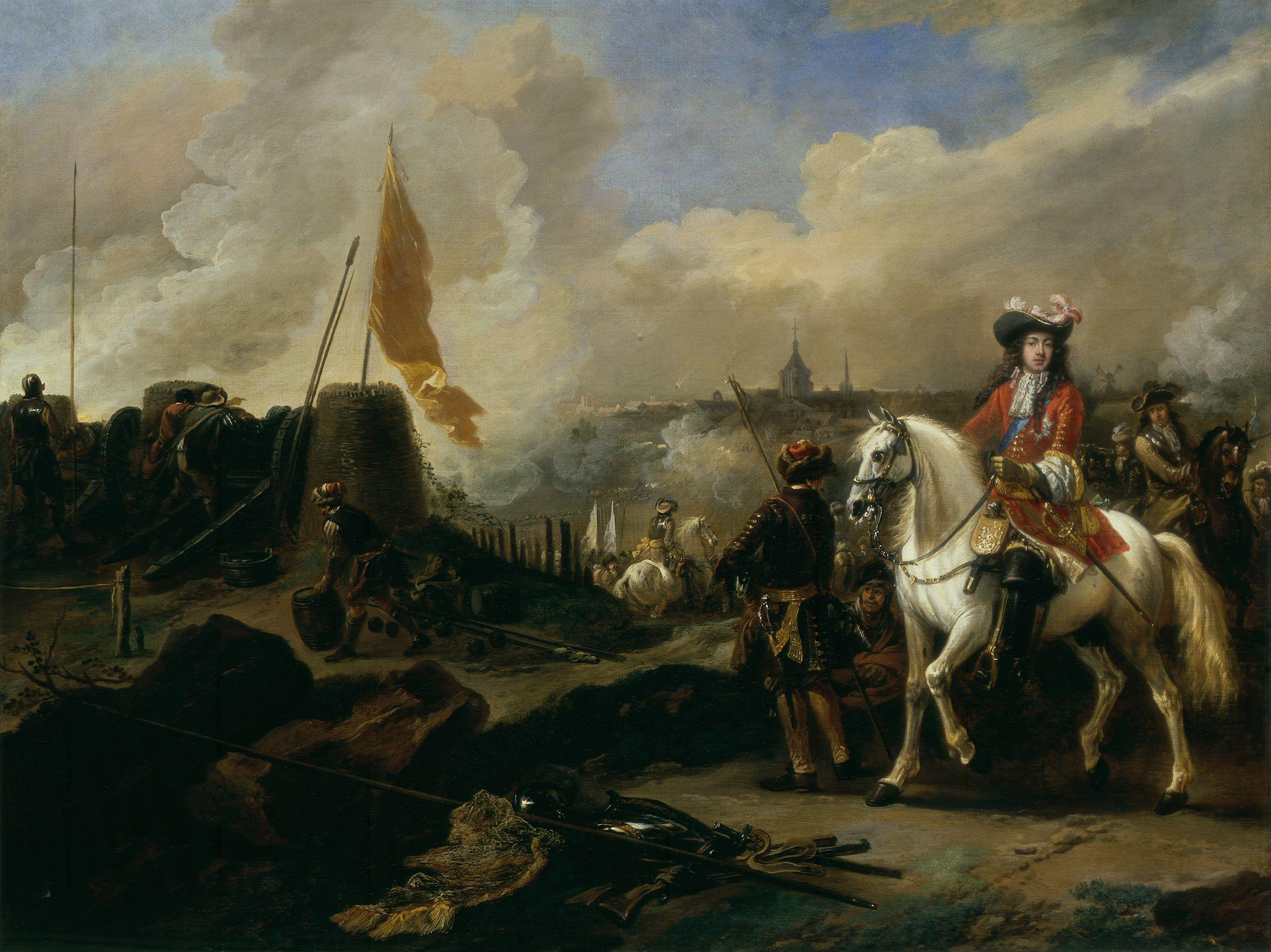
جيمس سكوت، دوق مونموث الأول، قائد التمرد

قاد دوق مونموث قواته لمغادرة بريدجواتر حوالي العاشرة مساءً بهدف تنفيذ هجوم ليلي على قوات الملك. كان ريتشارد غودفري، وهو خادم لمزارع محلي، هو من أرشدهم عبر الطريق القديم باتجاه بودريب. ونظرًا لقلة عدد فرسانهم، سلكوا طرق برادني ومارش متجهين جنوبًا، حتى وصلوا إلى الأراضي المنخفضة المفتوحة التي تكثر فيها الخنادق العميقة والخطرة.
تأخّر تقدم قوات مونموث أثناء عبور الخندق، وفاجأ أوائل العابرين دورية من الجنود الحكومة، فأُطلقت رصاصة وفرّ أحد الفرسان ليبلغ فيفرشام. تولّى اللورد غراي من وورك قيادة قوة من فرسان المتمردين، فاشتبكوا مع فوج فرسان الملك، الأمر الذي أدى إلى حالة استنفار بين باقي قوات الحكومة. وبفضل تدريب الجيش النظامي وتفوقه في سلاح الفرسان، استطاعوا الالتفاف على قوات المتمردين وهزيمتهم.

## ما بعد المعركة

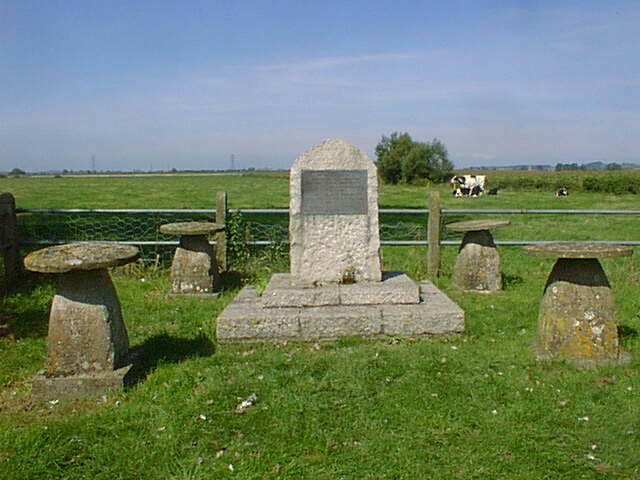
نصب تذكاري للمعركة

فرّ دوق مونموث من ساحة المعركة برفقة غراي، وتوجها معًا نحو الساحل الجنوبي متنكرين في زي فلاحين. وأُلقي القبض عليهما بالقرب من رينغوود في هامبشير. نُقل بعدها دوق مونموث إلى برج لندن، حيث أُعدم بقطع رأسه بعد أن استلزم التنفيذ عدة ضربات بالفأس.
يقدم خطاب كتبه إيرل شافتسبري عام 1787م تفاصيل حول القبض على الدوق مونموث:
تروي تقاليد المنطقة أنه بعد هزيمة دوق مونموث في سيدجمور، قرب بريدجواتر، فرّ مع اللورد غراي إلى وودياتس حيث تركا خيولهما. استبدل الدوق ملابسه مع أحد الفلاحين، وحاول عبور البلاد إلى كرايستشيرش. ومع تشديد المطاردة، لجأ إلى جزيرة واختبأ في خندق تغطيه السراخس والأشجار. وعندما وصل الجنود للبحث عنه، أخبرتهم امرأة مسنة من المنطقة أنها رأته يملأ جيبه بالبقول من الحقل. فحاصر الجنود الجزيرة، وقضوا الليل هناك مهددين سكان الأكواخ المجاورة بإحراق بيوتهم إن لم يتعاونوا معهم. وأثناء مغادرتهم، لمح أحدهم طرف معطف الدوق فأمسك به. وعندما تعرف عليه الجندي، بكى بحرقة ولام نفسه على ما اعتبره اكتشافًا مؤسفًا. كان الدوق عند القبض عليه منهكًا من الجوع والتعب، ولم يأكل سوى البقول التي جمعها من الحقل منذ المعركة. وما زالت شجرة الرماد التي أُلقي القبض عليه تحتها قائمة حتى اليوم، وقد نقش عليها العديد من أصدقائه حروف أسمائهم لاحقًا.

وأصبحت أسرة المرأة المسنة التي وشت به مكروهة في المنطقة، وقيل إنها أصيبت بالفقر ولم يُبارك لها في شيء بعدها. أما منزلها الذي كان يطل على مكان القبض عليه، فقد انهار لاحقًا، ولم يعد أحد يرغب في السكن فيه بسبب سمعته السيئة.
بعد المعركة، أُسر نحو 500 من قوات مونموث وسُجنوا في كنيسة القديسة مريم العذراء في ويستونزويلاند، بينما جرى مطاردة آخرين وقتلهم في الخنادق التي اختبأوا بها. كما أُعدم مزيد منهم شنقًا على مشانق نُصبت على طول الطريق. حصل جنود الحكومة على مكافآت، حيث مُنح فيفرشام وسام فرسان الرباط، ورُقي تشرشل إلى رتبة لواء، ونال هنري شايرز من سلاح المدفعية لقب فارس. ونال جنود آخرون، خاصة المصابين منهم، إعانات مالية تراوحت بين 5 و80 جنيهًا. وكان بعض الجرحى من أوائل من تلقوا العلاج في مستشفى تشيلسي الملكي الجديد الذي كان حديث الإنشاء آنذاك.
أرسل الملك اللورد كبير القضاة جورج جيفريز، البارون جيفريز الأول، لتعقب أنصار الدوق في مقاطعات جنوب غرب إنجلترا ومحاكمتهم ضمن «محاكمات الدماء» التي أُقيمت في قلعة تونتون وغيرها من المواقع. أُدين نحو 1,300 شخص، وتعرّض العديد منهم للترحيل الجزائي إلى المستعمرات، بينما أُعدم بعضهم بالسحل والتقطيع. شارك دانيال ديفو، الذي أصبح لاحقًا مؤلف رواية "روبنسون كروزو"، في التمرد والمعركة. وقد فُرضت عليه غرامات باهظة، وخسر معظم ممتلكاته وثروته. وكان من بين من صدر بحقهم حكم بالإعدام الشقيقان بنيامين هيولينغ (قائد وحدة فرسان) وويليام هيولينغ (ملازم مشاة). تم تنفيذ حكم الشنق بحق بنيامين هيولينغ بدلًا من السحل والتقطيع، وذلك بعد أن دفعت شقيقته مبلغ ألف جنيه لتخفيف الحكم.
أُطيح بجيمس الثاني في انقلاب بعد ثلاث سنوات في الثورة المجيدة عام 1688م.